# Théâtre lyrique de Milan
Le théâtre lyrique Giorgio Gaber, anciennement Teatro della Canobbiana (parfois aussi appelé La Canobbiana), est un théâtre historique de Milan.

## Histoire
En 1717, le Teatro Regio Ducale (it) est construit à Milan dans une aile du palais royal, mais un incendie le détruit entièrement le 25 février 1776.
L'archiduc Ferdinand, fils de Marie-Thérèse d'Autriche, propose de doter la ville de Milan de deux théâtres : le principal, « noble », à construire près du tribunal sur le terrain de l'église déconsacrée de Santa Maria alla Scala, c'est-à-dire l'actuel Teatro alla Scala, et le second, « populaire », à construire sur le terrain des écoles canobiennes, fondées par Paolo da Cannobio (it) (d'où son nom).
La Scala était le « Grand Théâtre », l'autre un second théâtre, dont les loges appartenaient aux machinistes de La Scala, sauf que, étant plus petites, certains, tirés au sort, devaient renoncer à avoir une loge même dans le « Petit Théâtre ».
Les deux projets, semblables l'un à l'autre par le type de théâtre à l'italienne avec un plan en fer à cheval et plusieurs niveaux de loges et de galeries, ont été confiés à Giuseppe Piermarini, architecte royal.
Le nouveau théâtre, connu sous le nom de La Cannobiana, est inauguré un an après le Teatro alla Scala, dans la soirée du 21 août 1779, avec une représentation de Salieri. Plusieurs représentations y ont lieu au cours des différentes saisons théâtrales : l'une des plus remarquables est celle de 1832, lorsque La Cannobiana est choisie par Gaetano Donizetti pour la première de L'elisir d'amore avec Giuseppe Frezzolini (en) sous la direction d'Alessandro Rolla. Les deux grands théâtres milanais ont longtemps été gérés ensemble par les imprésarios qui se succédaient à leur tête.

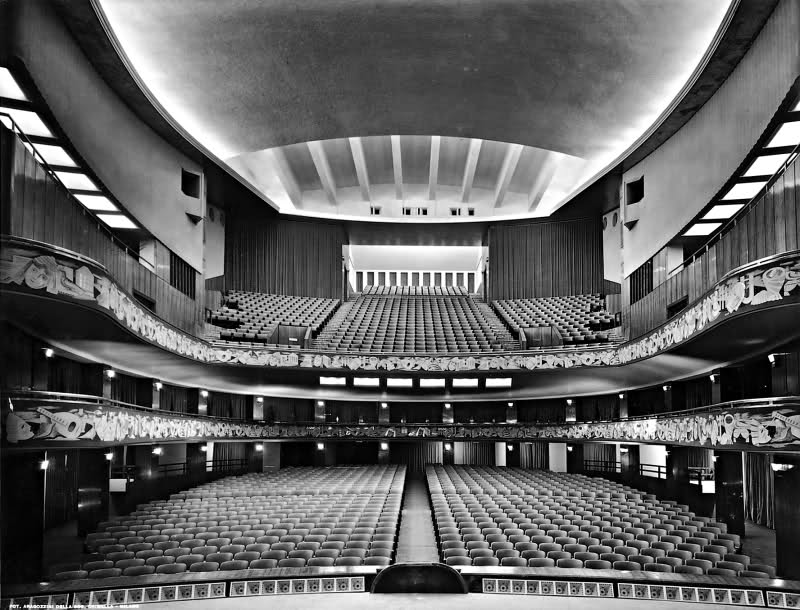
L'intérieur de l'opéra nouvellement restauré par Antonio Cassi Ramelli en 1938.

Avec la réduction des subventions municipales et de l'État, une situation de déclin s'amorce pour la Cannobiana en 1870. C'est Edoardo Sonzogno qui lui redonne vie : il le fait restaurer et change son nom en Teatro Lirico Internazionale (1894). Le théâtre redevient un centre culturel important, accueillant les premières de Cilea (Adriana Lecouvreur) mis en scène par Cleofonte Campanini (it) avec Angelica Pandolfini (it), Enrico Caruso et Giuseppe De Luca), et de Leoncavallo, ainsi que les premières soirées à succès de Caruso. En 1904, la première de La figlia di lorio (it) de D'Annunzio y est jouée.
Le 18 avril 1914, il accueille la première du film Cabiria de Giovanni Pastrone, considéré comme le premier colossal (it) de l'histoire du cinéma, avec le théâtre Vittorio Emanuele II de Turin. Le 21 novembre 1914, un autre classique du cinéma muet y est projeté :  Il fornaretto di Venezia (it) de Luigi Maggi.
Le 23 novembre 1923, la première de Il Paese dei Campanelli (it) est jouée avec succès, et en 1926 de Primarosa de Giuseppe Pietri avec Nuto Navarrini et Gigolette de Carlo Lombardo (en).
En 1926, il redevient la propriété de la ville de Milan.
Un grave incendie l'endommage en 1938. La municipalité décide alors de le reconstruire sous une nouvelle forme : le projet est confié à l'architecte Cassi Ramelli (it). Entre 1943 et 1945, le Lirico accueille la saison (it) de La Scala, détruit par les violents bombardements anglo-américains qui ont frappé Milan.
Le 16 décembre 1944, Benito Mussolini prononce lors de son dernier rassemblement, le « discours de la rédemption (it) ».
Après la guerre, l'opéra retrouve son rôle culturel. En 1960, la ville le cède au Piccolo Teatro de Paolo Grassi et Strehler, pour lequel il fait office de sala grande. Une importante saison d'opéras de Brecht, de ballets, de concerts de Giorgio Gaber, Mina, Vinícius de Moraes et d'événements politiques commence, jusqu'aux années 1990, lorsqu'une crise financière entraîne sa fermeture.
En 1975 a lieu la première mondiale de Al gran sole carico d'amore de Luigi Nono sous la direction de Claudio Abbado, en 1976 de Oggetto amato de Sylvano Bussotti avec Cathy Berberian et Claudio Desderi (it), et en 1990 de Blimunda d'Azio Corghi pour La Scala de Milan avec Moni Ovadia et The Swingle Singers sous la direction de Zoltán Peskó. De 1997 à 1999, le théâtre accueille les saisons de l'Orchestre symphonique Giuseppe Verdi de Milan.
En 2003, il est dédié à Giorgio Gaber.
En 2017, la multinationale néerlandaise Stage Entertainment annonce la reprise du théâtre.
Après l'achèvement des travaux de restauration commencés en 2016, le samedi 18 décembre 2021, le théâtre, symbole du show-business milanais, rouvre ses portes après plus de 20 ans, à l'occasion d'une journée « portes ouvertes » qui permet à tout le monde de le visiter. Le théâtre était officiellement fermé depuis 1999.